# Hypena perdticipennis
Hypena perdticipennis is een vlinder uit de familie van de spinneruilen (Erebidae). De wetenschappelijke naam van de soort is voor het eerst geldig gepubliceerd in 1898 door George Francis Hampson.